# Andreas Reinke
Andreas Reinke (Krakow am See, 10 gennaio 1969) è un ex calciatore tedesco, di ruolo portiere.

## Carriera
Nato in Germania Est, inizia a giocare con la Dynamo Schwerin, che arriva in finale di Coppa della Germania Est 1989-1990.
In seguito passa all'Amburgo che lo fa giocare nella "formazione B" per tre stagioni (intervallate da una presenza con la prima squadra in Bundesliga).
Nel 1993 passa al St. Pauli dove gioca una stagione in Zweite Bundesliga.
Nel 1994 approda al Kaiserslautern, dove al primo anno conquista la Coppa di Germania patendo anche la retrocessione dalla Bundesliga. L'anno seguente fa parte della formazione che vince la Zweite Bundesliga e poi nel 1998 è tra i titolari nel gruppo che, da neopromosso, vince la Bundesliga.
Rimane al Kaiserslautern fino al 2000, poi tenta un'esperienza in Grecia con l'Iraklis (dove rimane una stagione) ed una in Spagna al Real Murcia (due stagioni, nelle quali segna anche un gol su rigore e vince la Segunda División oltre a conquistare individualmente il Trofeo Zamora come miglior portiere di Seconda Divisione).
Nel 2003 torna in Germania al Werder Brema, dove al primo anno conquista l'accoppiata Coppa di Germania-Bundesliga e poi rimane fino al 2007, quando chiude la carriera.

## Palmarès

### Competizioni nazionali
- Coppa di Germania: 2

Kaiserslautern: 1995-1996
Werder Brema: 2003-2004
- Zweite Bundesliga: 1

Kaiserslautern: 1996-1997
- Campionato tedesco: 2

Kaiserslautern: 1997-1998
Werder Brema: 2003-2004
- Segunda División: 1

Real Murcia: 2002-2003
- Coppa di Lega tedesca: 1

Werder Brema: 2006

### Individuale
- Trofeo Zamora:

2002-2003 (Seconda Divisione)